# Odete Lara

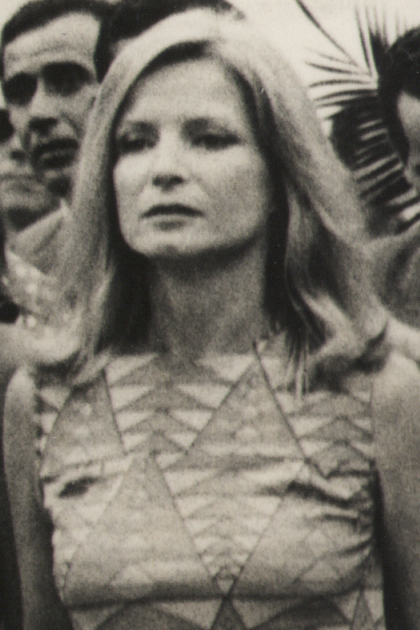
Odete Lara, 1968

Odete Lara, nata Odete Righi Bertoluzzi (San Paolo, 17 aprile 1929 – Rio de Janeiro, 4 febbraio 2015), è stata un'attrice, cantante e scrittrice brasiliana.

## Biografia
Figlia unica di emigranti italiani (suo padre, Giuseppe Bertoluzzi, era originario di Belluno), Odete rimase orfana della madre, Virgínia Righi, suicida quando la bambina aveva solo sei anni. Mandata in orfanotrofio, Odete fu poi portata a casa della madrina. Il suo unico punto di riferimento affettivo era rimasto il padre da cui rimase però lontana a causa della tubercolosi di cui soffriva Giuseppe che morì suicida anche lui quando la figlia aveva diciotto anni.

## Premi e riconoscimenti
- Prêmio Governador do Estado de São Paulo del 1956 alla miglior attrice per O Gato de Madame[2]
- Prêmio Saci (1957)

## Filmografia
- Uma Certa Lucrécia, regia di Fernando De Barros (1957)
- O Gato de Madame, regia di Agostinho Martins Pereira (1957)
- Arara Vermelha, regia di Tom Payne (1957)
- Absolutamente Certo , regia di Anselmo Duarte (1957)
- Moral em Concordata, regia di Fernando De Barros (1959)
- Dona Xepa, regia di Darcy Evangelista (1959)
- Dona Violante Miranda, regia di Fernando De Barros (1960)
- L'abisso della violenza (Na Garganta do Diabo), regia di Walter Hugo Khouri (1960)
- Sábado a la noche, cine, regia di Fernando Ayala (1960)
- Cacareco Vem Aí , regia di Carlos Manga (1960)
- Mulheres e Milhões , regia di Jorge Ileli (1961)
- Esse Rio Que Eu Amo, regia di Carlos Hugo Christensen (1962)
- As Sete Evas, regia di Carlos Manga (1962)
- Sonhando com Milhões, regia di Euripides Ramos (1963)
- Boca de Ouro, regia di Nelson Pereira dos Santos (1963)
- I piaceri della notte (Noite Vazia), regia di Walter Hugo Khouri (1964)
- Pão de Açúcar, regia di Paul Sylbert (1964)
- Otto Lara Rezende ou... Bonitinha, Mas Ordinária, regia di J.P. de Carvalho (Billy Davis) (1965)
- Mar Corrente, regia di Luiz Paulino Dos Santos (1967)
- Copacabana Me Engana, regia di Antonio Carlos da Fontoura (1968)
- As Sete Faces de um Cafajeste, regia di Jece Valadão (1968)
- Antonio das Mortes (O Dragão da Maldade contra o Santo Guerreiro), regia di Glauber Rocha (1969)
- Viver de Morrer, regia di Jorge Ileli (1969)
- Os Herdeiros, regia di Carlos Diegues (1970)
- Vida e Glória de um Canalha, regia di Alberto Salvá (1970)
- Em Família, regia di Paulo Porto (1971)
- Lúcia McCartney, Uma Garota de Programa (1971)
- Aventuras com Tio Maneco, regia di Flávio Migliaccio (1971)
- Jogo da Vida e da Morte, regia di Mário Kuperman (1972)
- Cancer, regia di Glauber Rocha (1972)
- Vai a lavorare, vagabondo (Vai Trabalhar Vagabundo), regia di Hugo Carvana (1973)
- Os primeiros Momentos, regia di Pedro Camargo (1973)
- A Rainha Diaba, regia di Antonio Carlos da Fontoura (1974)
- A Estrela Sobe, regia di Bruno Barreto (1974)
- O Princípio do Prazer, regia di Luiz Carlos Lacerda (1979)
- Um Filme 100% Brasileiro, regia di José Sette (1985)
- Vai Trabalhar, Vagabundo II, regia di Hugo Carvana (1991)